# Inchgower
Inchgower ist eine Whiskybrennerei bei Buckie, Banffshire, Schottland, Großbritannien.

## Geschichte

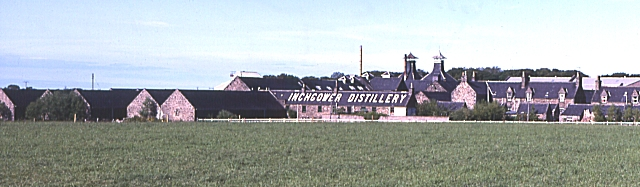
Gebäude der Inchgower-Brennerei

Da der Grundbesitzer die Miete verdoppeln wollte, wurde die Brennerei Tonicheal 1871 geschlossen. Der Neffe des Brennereibetreibers, Alexander Wilson, gründete infolgedessen nahe der schottischen Stadt Buckie die Brennerei Inchgower. 1903 wurde die Destillerie zunächst aufgegeben, jedoch 1930 von der Stadt Buckie wiedereröffnet. Im Jahre 1936 erwarben Arthur Bell & Sons die Brennerei, welche sie Mitte der sechziger Jahre umfassend modernisierten und zwei weitere Brennblasen installierten. Arthur Bell & Sons wurde 1985 von Guinness übernommen, welche im gleichen Jahr in den UDV-Konzern eingegliedert wurden, der heute als Diageo firmiert.

## Produktion
Die Brennerei besitzt eine Produktionskapazität von 19.900 hl Alkohol pro Jahr und nutzt je zwei Wash Stills und Spirit Stills. Das Wasser stammt aus Quellen auf den Menduff Hills. Der erzeugte Whisky wird zum Großteil in Blends, unter anderem Bell's, White Horse und Johnnie Walker, verwendet und nur etwa 1 % kommen als Single Malt auf den Markt. Die Brennerei kann nicht besichtigt werden.